# Ункулункулу
Ункулунку́лу (uNkulunkulu, с зулу — Старый-старый старик или Очень, очень старый от «кулу» — «старый») — первопредок, культурный герой, основной персонаж космогонических мифов в мифологии зулусов.

## В мифах
Согласно мифу, Ункулункулу «вышел из-под земли», появившись «из тростника» одновременно с солнцем и луной и породил первых людей чёрной и белой расы. По другой версии мифа, тростник породил первых людей: Ункулункулу и его жену. В некоторых вариантах Ункулункулу вызывает первых людей из тростника.
Ункулункулу научил людей добывать огонь, пользоваться орудиями, возделывать поля. Он показал людям скот и сказал, что можно есть его мясо и пить молоко. Ункулункулу установил обрезание и научил людей, как обращать молитвы к духам, определил занятия мужчин и женщин. Он дал названия всему сущему.
Один из мифов связывает с Ункулункулу появление смерти. Ункулункулу отправил к людям хамелеона с вестью о том, что они не будут умирать, но тот шёл очень медленно, да ещё и остановился, чтобы поесть. Тогда Ункулункулу пустил вслед за ним ящерицу с противоположным сообщением. Ящерица бежала очень быстро и пришла первой, поэтому люди и всё живое стали смертными.

## В традициях зулусов
Наименование «ункулункулу» применимо также к предкам вообще. У зулусов существовала определённая градация духов умерших соответственно 
времени их смерти. Наибольшее почитание было принято оказывать недавно умершим как наиболее тесно связанным с живыми членами группы, к ним и обращали непосредственно просьбы, молитвы и жертвоприношения, которые, как полагали, передавались затем по цепочке более отдалённым предкам вплоть до «самого древнего» — Ункулункулу. Непосредственно самому Ункулункулу никаких молитв и жертвоприношений не посвящалось. Каждая семья, род имели своего ункулункулу — наиболее отдалённого предка, известного данной семье, роду. С объединением родов и близкородственных племён ведущее положение в культе предков начинает приобретать предок главенствующего вождя. Так, ункулункулу вождя Чаки, ставшего во главе конфедерации родственных племён, стал рассматриваться как предок всего зулусского народа.

## Ункулункулу у коса
Ункулункулу есть также и в традиционных верованиях коса, но у них он (как это часто свойственно заимствованным божествам) играет подчинённую роль по отношению к исконному божеству-творцу Утиксо. Коса считают Ункулункулу только первым человеком, которого создал Утиксо, но Ункулункулу скрыл своего создателя от людей.

## В литературе
- Упоминается в «сверхповести» Велимира Хлебникова «Зангези» (1922).